# مغامرات الولد القرش وفتاة الحمم
مغامرات الولد القرش وفتاة الحمم (بالإنجليزية: The Adventures of Sharkboy and Lavagirl)‏ والمعروف أيضا ببساطة (الولد القرش وفتاة الحمم) هو فيلم خيال علمي أمريكي من إنتاج استديوهات (Troublemaker Studios) و(إيليزابيت أفيلان)، ومن تأليف وإخراج روبرت رودريجيز، والموسيقى عادت لجون ديبني غرايم ريفيل وروبرت رودريجيز، وقد صدر في الولايات المتحدة في (10 يونيو 2005) من قبل ميراماكس وكولومبيا بيكتشرز وديمينشن فيلمز، ويستخدم الفيلم نفس لمسات تكنولوجيا 3D المستخدمة في فيلم (Spy Kids 3-D: Game Over).

## روابط خارجية
- الموقع الرسمي
- مغامرات الولد القرش وفتاة الحمم على موقع IMDb (الإنجليزية)
- مغامرات الولد القرش وفتاة الحمم على موقع ميتاكريتيك (الإنجليزية)
- مغامرات الولد القرش وفتاة الحمم على موقع روتن توميتوز (الإنجليزية)
- مغامرات الولد القرش وفتاة الحمم على موقع نتفليكس (الإنجليزية)
- مغامرات الولد القرش وفتاة الحمم على موقع قاعدة بيانات الأفلام العربية
- مغامرات الولد القرش وفتاة الحمم على موقع ألو سيني (الفرنسية)
- مغامرات الولد القرش وفتاة الحمم على موقع Turner Classic Movies (الإنجليزية)
- مغامرات الولد القرش وفتاة الحمم على موقع أول موفي (الإنجليزية)
- مغامرات الولد القرش وفتاة الحمم على موقع بوكس أوفيس موجو (الإنجليزية)
- مغامرات الولد القرش وفتاة الحمم على موقع فيلمافينيتي (الإسبانية)